# KCTD12
KCTD12 (англ. Potassium channel tetramerization domain containing 12) – білок, який кодується однойменним геном, розташованим у людей на короткому плечі 13-ї хромосоми. Довжина поліпептидного ланцюга білка становить 325 амінокислот, а молекулярна маса — 35 701.
| 10         |  | 20         |  | 30         |  | 40         |  | 50         |
| ---------- |  | ---------- |  | ---------- |  | ---------- |  | ---------- |
| MALADSTRGL |  | PNGGGGGGGS |  | GSSSSSAEPP |  | LFPDIVELNV |  | GGQVYVTRRC |
| TVVSVPDSLL |  | WRMFTQQQPQ |  | ELARDSKGRF |  | FLDRDGFLFR |  | YILDYLRDLQ |
| LVLPDYFPER |  | SRLQREAEYF |  | ELPELVRRLG |  | APQQPGPGPP |  | PSRRGVHKEG |
| SLGDELLPLG |  | YSEPEQQEGA |  | SAGAPSPTLE |  | LASRSPSGGA |  | AGPLLTPSQS |
| LDGSRRSGYI |  | TIGYRGSYTI |  | GRDAQADAKF |  | RRVARITVCG |  | KTSLAKEVFG |
| DTLNESRDPD |  | RPPERYTSRY |  | YLKFNFLEQA |  | FDKLSESGFH |  | MVACSSTGTC |
| AFASSTDQSE |  | DKIWTSYTEY |  | VFCRE      |  |            |  |            |

A: Аланін

C: Цистеїн

D: Аспарагінова кислота

E: Глутамінова кислота

F: Фенілаланін

G: Гліцин

H: Гістидин

I: Ізолейцин

K: Лізин

L: Лейцин

M: Метіонін

N: Аспарагін

P: Пролін

Q: Глутамін

R: Аргінін

S: Серин

T: Треонін

V: Валін

W: Триптофан

Кодований геном білок за функцією належить до фосфопротеїнів. 
Задіяний у такому біологічному процесі, як ацетилювання. 
Локалізований у клітинній мембрані, мембрані, клітинних контактах, синапсах.